# Šuppiluliuma I
Šuppiluliuma I (1380 a.C. circa – Hattusa, 1322 a.C.), fu uno dei più grandi monarchi nella storia degli Ittiti.
Figlio del re Tudhaliya III, succedette a suo fratello Tudhaliya il Giovane, appena asceso al trono, eliminandolo in modo cruento attorno al 1355 a.C. e morì il 31 marzo 1322 a.C. per un'epidemia contratta nella terra di Canaan, dopo aver ereditato un regno in difficoltà ed averlo trasformato in un impero.

## Le ipotesi sulle origini
Uno degli enigmi dell'ittitologia riguarda i genitori di Šuppiluliuma.
Agli albori degli studi si era ritenuto che Šuppiluliuma potesse essere stato un usurpatore; poi la decifrazione di due sigilli regali recanti la dicitura "Šuppiluliuma figlio del Gran Re Tudhaliya" parve chiarire la questione, almeno sulla paternita' del grande sovrano: questi sarebbe stato figlio del precedente sovrano Tudhaliya III, anche se non il suo tuhkanti designato (dato che la scelta era caduta sul fratello Tudhaliya il Giovane).
La presenza di due Grandi Spose Reali per Tudhaliya III sembrò chiudere la questione: Tudhaliya il Giovane sarebbe stato figlio della prima sposa di suo padre, Satanduhepa, figlio maggiore e quindi erede, mentre Šuppiluliuma lo sarebbe stato di Daduhepa, la seconda Sposa Reale che, morto Tudhaliya il giovane, sarebbe rimasta in carica nell'ufficio di Regina Regnante al fianco del figlio.
Recentemente però la questione si è riaperta: basandosi sulla rilettura di un sigillo regale qualche studioso ha ipotizzato che Šuppiluliuma potesse essere solamente il genero della coppia reale, adottato da Tudhaliya III dopo il suo matrimonio con Henti, figlia naturale dei regnanti secondo tale ipotesi. Alcuni  lo identificano come il figlio del fantomatico Hattusili II, mentre altri ritengono possa esserlo stata Henti.
È probabile che Henti fosse una principessa di nascita, nulla indica però con sicurezza che fosse ittita né che fosse figlia proprio di Tudhaliya III; e nulla indica che Šuppiluliuma non fosse figlio del re. In un nuovo tentativo di traduzione della lista dei Re si è ritenuto di leggere "Henti figlia di Manninni", formulando così l'ipotesi che Henti fosse la figlia del fratello minore di Tudhaliya III, e pertanto principessa (anche se, in tal caso, nipote del re, il che non le avrebbe precluso di sposare il cugino Šuppiluliuma, figlio naturale di Tudhaliya III, secondo tale ipotesi).
Anche volendo seguire l'ipotesi prospettata dell'adozione di Šuppiluliuma da parte dei suoceri, resterebbe oscura la ragione per cui Tudhaliya, avendo già eredi maschi naturali di primo rango, primo tra tutti Tudhaliya il Giovane nominato tuhkanti, dovesse adottare il genero senza che questi dovesse succedergli sul trono.
Una valutazione più accurata delle date rende alquanto improbabile che sia Šuppiluliuma che Henti fossero figli naturali della coppia reale; Tudhaliya quando ascese al trono (circa nel 1375) era già sposato con Satanduhepa, che rimase al suo fianco per circa altri 5 anni. Successivamente sposò Daduhepa (1370 o dopo) e sappiamo con certezza che già nel 1360 o prima Šuppiluliuma rivestiva un ruolo preminente nell'apparato militare e gerarchico ittita: se fossero stato figli di Daduhepa, lui o sua moglie Henti, avrebbero avuto all'epoca circa dieci anni. A meno che, circostanza improbabile, Daduhepa avesse sposato Tudhaliya in precedenza come moglie di secondo rango, generando in quel periodo Suppiluliuma (o Henti) per poi esser elevata a Regina Regnante alla "scomparsa" di Satanduhepa.
Torna allora in auge l'ipotesi secondo la quale Šuppiluliuma sarebbe stato il figlio maggiore di Tudhaliya III avuto da una sposa secondaria (1380 circa?), ragion per cui il padre come erede gli avrebbe preferito il minore, Tudhaliya il Giovane, avuto dalla Sposa Reale Satanduhepa e quindi di primo rango. Šuppiluliuma, già adulto negli anni 60-50 del XIV secolo a.C., avrebbe pertanto collaborato attivamente alla vita militare e politica, acquisendo un ruolo di preminenza. Alla morte del padre avrebbe rivendicato il trono, eliminando il più debole ed inesperto fratellastro.

## Le campagne del nord e la guerra contro Arzawa

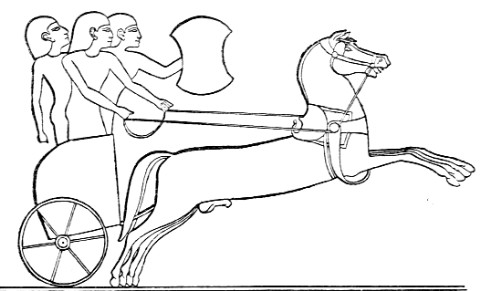
Carro ittita, tratto da un rilievo egiziano

Nonostante non fosse il tuhkanti, Tudhaliya III gli affidò il ruolo di capo delle guardie reali (gal mesedi) e le funzioni di comandante in campo delle truppe ittite. Inoltre sono giunti a noi due sigilli, databili al periodo di regno del padre, che probabilmente indicano un governatorato di Šuppiluliuma su ampie zone del regno, circostanza che renderebbe ancora più improbabile il suo status di genero di Tudhaliya III piuttosto che di figlio naturale.
Il regno ittita a metà del XIV secolo a.C. viveva un momento difficile: quasi annientato dall'avanzata del regno di Arzawa col re Tarhuna-Radu ad occidente, il regno ittita era stato ridotto al nucleo originario delimitato dal fiume Marassantiya (odierno Kizilirmak), mentre le Terre Basse ittite al di là di quello (la piana a sud dell'attuale Konya) erano state conquistate da Arzawa (1370-1360 ca.), che si era sostituito agli Ittiti come prima potenza anatolica.
A Nord le incursioni dei Kaska e degli Hayasa-Azzi erano si erano trasformate in occupazione: un'ampia porzione delle Terre Alte, tra cui anche la capitale Hattuša, era stata persa a vantaggio di questi popoli tribali.
Tudhaliya III affidò al figlio Šuppiluliuma l'incarico della riconquista. Con una serie di attacchi il futuro sovrano scacciò i Kaska dai territori ittiti, riconquisto' Hattuša e successivamente invase le terre degli Hayasa-Azzi, affrontando la battaglia decisiva nella località di Kummaha dove sconfisse e sottomise le forze radunatesi attorno al capo Karanni.
Reso questo popolo vassallo ittita, Šuppiluliuma pose sul trono un altro capo tribale, Hukkana, a cui venne data in sposa una principessa ittita a suggello dell'alleanza.
Purtroppo i resoconti delle gesta di questo sovrano ci sono giunti in modo molto frammentario; sappiamo comunque che in qualche momento tra la fine del regno del padre e l'inizio del proprio, Šuppiluliuma affrontò la questione di Arzawa.
Secondo il resoconto che ne fa suo figlio Muršili II, fu lo stesso Šuppiluliuma a chiedere al padre di poter guidare l'esercito nella guerra contro gli Arzawa e, dopo molti scontri, riuscì a riconquistare i territori perduti due decenni prima.
D'altra parte abbiamo notizie, sempre in questo periodo, del rifiuto da parte di un leader Arzawa chiamato Anzapahhaddu di restituire dei latitanti sfuggiti alla giustizia di Šuppiluliuma; come risposta gli Ittiti inviarono il generale Himuili per una spedizione punitiva, riportando un'umiliante sconfitta; a risolvere la questione fu ancora una volta Šuppiluliuma che, guidando le truppe in prima persona, sbaragliò l'esercito di Arzawa.
Il passo successivo di inviare il generale Hanutti a riconquistare la città di Lalanda per farne la propria base operativa, fu il segnale della trasformazione in guerra di conquista di quella che inizialmente era stata una guerra di liberazione.
Šuppiluliuma si spinse in territorio Arzawa (occupando per prima la città di Hapalla) riducendo in vassallaggio l'intera area: lo scontro finale, pare di intuire da un frammento, avvenne a Puranda dove il capo Arzawa Uhha-Ziti fu sconfitto e sottomesso dal sovrano ittita.
Probabilmente si deve proprio a Šuppiluliuma I la suddivisione dell'area di Arzawa in più stati (suddivisione che ricalcava lo schema politico esistente da secoli nella zona), per esercitarvi un maggiore controllo: così il territorio attorno alla capitale Apasa costituì il regno chiamato oggigiorno Arzawa Minor, mentre il resto dell'area venne suddiviso nei regni di Mira, della Terra del fiume Seha ed appunto di Hapalla, oltre al già esistente regno di Wilusa, associato al mondo Arzawa ma che da esso si era sempre tenuto appartato.

## L'ascesa al trono
Alla morte di Tudhaliya III, avvenuta nel 1350 circa, salì al trono l'erede designato, colui che sarebbe passato alla storia come Tudhaliya il Giovane, figlio di primo rango del sovrano e della sua prima moglie la Regina Satanduhepa, all'epoca già scomparsa e rimpiazzata nel ruolo dalla seconda moglie del re, Daduhepa.
Ma Šuppiluliuma, forte del prestigio di cui oramai godeva e dell'appoggio della nobiltà e dell'esercito, accettò la subalternità solo per poco tempo: è certo che abbia rimosso dal trono il fratellastro, in modo cruento e definitivo.
Infatti l'ipotesi avanzata in passato da alcuni studiosi di una destituzione pacifica è oggi smentita dalla traduzione di una preghiera del figlio Muršili II che parla chiaramente di "sangue di Tudhaliya il Giovane", di "omicidio" e di "responsabilità di mio padre"

## La guerra contro Mitanni e le campagne siriane
Asceso al trono, Suppiluliuma si prefisse l'obiettivo di conquistare il regno di Mitanni, il principale rivale degli Ittiti. Il pretesto per avviare le ostilità ed avvicinarsi al nucleo centrale di Mitanni lo fornirono due stati vassalli di questo regno, Armatana ed Isuwa, che negli anni precedenti avevano occupato e saccheggiato il territorio di Kizzuwatna, storico vassallo ittita. Šuppiluliuma attraversò l'Eufrate, consapevole che un'invasione del paese di Isuwa avrebbe portato ad una guerra con Mitanni e cercò di approfittare delle lotte per il potere tra Tushratta ed Artatama.
Preventivamente si era assicurato la neutralità dei Babilonesi con un matrimonio male accolto dalla sua famiglia: aveva infatti ripudiato ed esiliato la Regina Regnante Henti (forse ad Ahhiyawa), madre dei suoi cinque figli, per sposare la figlia di Burnaburiash II, che divenne regina con il nome ittita di Tawananna. Inoltre aveva mantenuto rapporti cordiali con il faraone Akhenaton, alleato storico di Mitanni, sperando che così gli Egizi non interferissero.
Entrambe le mosse ebbero successo ma lo scontro, che avvenne oltre l'Eufrate, segnò la vittoria di Tushratta sugli Ittiti: fu un successo di piccole proporzioni, ma che fu enfatizzato dal sovrano mitannico.

L'impero Ittita nel momento di massima espansione, sotto il governo di Šuppiluliuma I (1350–1322 a.C.)

L'umiliazione patita non fece cambiare tuttavia i progetti di Šuppiluliuma: nelle successive lotte intestine per il trono del Mitanni, sostenne la causa di Artatama e lo riconobbe come re, e con questo pretesto, un paio di anni più tardi, passò di nuovo l'Eufrate.
L'esercito ittita invase Isuwa e poi puntò a sud in territorio mitannico, fino ad attaccare e conquistare la capitale Waššukanni, senza che Tushratta fosse riuscito ad opporre una vera resistenza.
Poi riattraversò l'Eufrate e attaccò ad uno ad uno i principati siriani vassalli di Mitanni.
Aleppo, Niya, Arahtu, Nuhashshi, Ugarit e Amurru caddero uno dopo l'altro sotto il controllo Ittita. Šuppiluliuma ne deportò le famiglie regnanti ad Hattuša e le sostituì con suoi vassalli, fermandosi solo davanti a Kadesh, punto di contatto con l'impero egizio.
Restò esclusa dalle conquiste del sovrano ittita la sola Carchemish, che rimase nella residua area di influenza di Mitanni, ormai ridottissima.
In pochi anni di regno, alla fine della prima guerra siriana, Šuppiluliuma aveva trasformato un regno prossimo alla sparizione in un impero (1340-1335 ca.).
Alcuni anni dopo il re Ittita, approfittando anche del periodo di crisi egiziano seguito alla fine del regno di Akhenaton, lanciò una seconda offensiva, con l'intento di chiudere i conti una volta per tutte con Mitanni e Tushratta: con una serie di attacchi, in un periodo di circa sei anni, Šuppiluliuma conquistò totalmente i territori del Mitanni, rendendolo tributario e collocando Shattiwaza sul trono. Riuscì inoltre a sottomettere finalmente il principato di Carchemish, sottraendo anche Kadesh al controllo egizio, nonostante un tentativo del nuovo faraone Tutankhamon di riconquistare la città.
Al termine della seconda guerra siriana (1328 ca.), l'impero Ittita era il più esteso dell'epoca.

## La famiglia del sovrano
Sono stati rinvenuti sigilli che associano Šuppiluliuma a tre diverse regine: Daduhepa, moglie di suo padre, rimasta in carica alla morte del marito, Henti e Tawananna, principessa babilonese il cui nome originario rimane sconosciuto, figlia del re Burnaburiash ed identificata erroneamente per anni con il nome di Malnigal. Sappiamo che Henti era già sua moglie prima che Šuppiluliuma ascendesse al trono ed evidentemente alla morte di Daduhepa (1.340 ca.) divenne Regina Regnante.
Henti dette cinque figli maschi al re: Arnuwanda II, Telipinu (entrambi nati prima dell'ascesa al trono di Suppiluliuma, quindi attorno al 1355), Šarri-Kušuh, Zannanza e Muršili II, il primo e l'ultimo dei quali furono sovrani ittiti a loro volta.
La quantità di sigilli giunti sino a noi che associano il nome del re a quello di Tawananna rispetto al suo è decisamente maggiore tuttavia, in molti dei sigilli che riportano il suo nome, Tawananna non è indicata con l'appellativo di Grande Regina, il che testimonia che Šuppiluliuma l'avesse sposata non come moglie principale ma quale sposa secondaria, mentre era Henti a ricoprire il ruolo di Regina Regnante.
Unica anomalia apparente, il fatto che una principessa figlia di un Gran Re come il sovrano babilonese, avesse potuto accettare un ruolo subalterno; ma era consuetudine per questo popolo dare le proprie principesse in sposa ai faraoni egizi quali consorti secondarie, e lo stesso può essere accaduto con un re Ittita.
Il primo atto ufficiale che riporta tale condizione per Tawananna è il terzo trattato di vassallaggio con Niqmaddu II, probabilmente attorno al 1330-1325, che coincide pertanto cronologicamente con l'uscita dalla scena politica di Henti.
Alcuni studiosi ritengono possa essere morta, ma una tavoletta ritrovata negli archivi reali Ittiti getta una luce nuova sulla sua sorte.
Infatti si parla di una non meglio precisata Regina che fu ripudiata, allontanata da corte ed esiliata nel paese Egeo di Ahhiyawa; la parte giunta sino a noi non ne rivela il nome e alcuni studiosi suggeriscono che potrebbe trattarsi di un testo riferito ad una Regina successiva Danuhepa messa sotto processo da Muwatalli II per profanazione.  La maggioranza tuttavia ritiene che invece il testo faccia riferimento proprio al destino di Henti, allontanata da corte da Šuppiluliuma per permettergli di elevare al ruolo di Regina Regnante la principessa babilonese, sposata forse in concomitanza del suo attacco al regno di Mitanni, per il quale il favore o almeno la neutralità babilonese gli erano necessari.
Tawananna fu successivamente processata e allontanata da corte da un altro sovrano ittita, Muršili II, figlio di Henti, con l'accusa di averne ucciso la moglie Gassulawiya con la magia nera.
Se l'episodio citato negli archivi Ittiti si riferisce a Henti, questo deve essere avvenuto piuttosto tardi nel regno di Šuppiluliuma, attorno al 1330 a.C., dato il ragguardevole numero di sigilli ritrovati che associano il re a Tawananna senza l'appellativo di Regina; comunque sia, considerando anche il periodo in cui il rango di Regina Regnante fu ricoperto da Daduhepa, Henti dovette rimanere in carica per un periodo relativamente breve, forse meno di un decennio.
I figli di Šuppiluliuma e l'intero entourage familiare videro sempre di cattivo occhio la matrigna Tawananna, considerata eccessivamente libertina e probabilmente ritenuta causa dell'infelice sorte della madre, e la storia si concluse appunto con il suo allontanamento da corte da parte di Mursili II.

## La proposta matrimoniale egizia

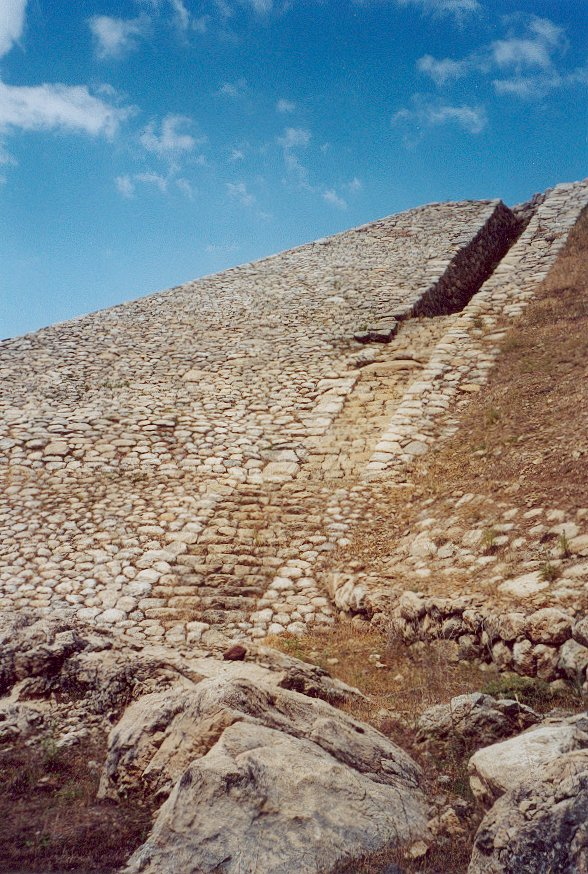
Bastione della città di Hattusa, Turchia.

Proprio nell'ultimo anno della seconda guerra siriana, Šuppiluliuma ricevette una missiva da una personalità che gli annali ittiti chiamano Dahamunzu, regina d'Egitto, la quale lo informava che "mio marito (che i testi ittiti chiamano Nibhururiya) è morto improvvisamente e non ho figli, mentre, a quanto mi dicono, a te i figli non mancano. Se tu me ne inviassi uno, io lo farò Faraone dell'Egitto... Che io non debba sposare un mio suddito!"
Il sovrano, cautamente, inviò il suo ciambellano reale Hattuša-Ziti a verificare sul posto; dopo pochi mesi questi ritornò confermando l'attendibilità della proposta.
Šuppiluliuma scelse così il suo quarto figlio maschio, Zannanza, e lo inviò con una scorta a Tebe (1327 ca.) dove però non arrivò mai: una volta in territorio egiziano venne ucciso in un'imboscata.
Gli storici identificano (anche se esiste una minoranza contraria) nella Dahamunzu dei testi ittiti Ankhesenamon, la vedova del giovane faraone Tutankhamon; morto il marito senza eredi, fu costretta a sposare l'anziano visir Ay, che divenne così Faraone. Dopo questo matrimonio non si hanno più sue notizie.
Šuppiluliuma, furibondo chiese spiegazioni al nuovo faraone (sospettato principale dell'assassinio) il quale si professò innocente; il re Ittita non gli credette e scatenò un'offensiva contro i protettorati egizi in Siria, con un esercito al comando del figlio e tuhkanti Arnuwanda II.
Migliaia di prigionieri vennero deportati ad Hattuša, ma proprio questi prigionieri portarono nel cuore del regno Ittita una terribile epidemia che si protrasse per un ventennio.
Tra le vittime vi furono Šuppiluliuma che, secondo le fonti, morì circa sei anni dopo la conquista di Carchemish, quindi nel 1322 a.C., e suo figlio Arnuwanda II che, asceso alla morte del padre, regnò per soli 18 mesi.
Due dei figli di Šuppiluliuma (avuti da Henti) furono sovrani degli Ittiti: il maggiore, appunto Arnuwanda II, ed il minore che ascese al trono come Muršili II alla morte del fratello.
Le fonti principali riguardanti questo sovrano sono il suo trattato con Shattiwaza (versione akkadica e i testi delle sue gesta, redatti dal figlio Muršili II.